# Zabalius aridus
Zabalius aridus är en insektsart som först beskrevs av Walker, F. 1869.  Zabalius aridus ingår i släktet Zabalius och familjen vårtbitare. Inga underarter finns listade i Catalogue of Life.

## Bildgalleri

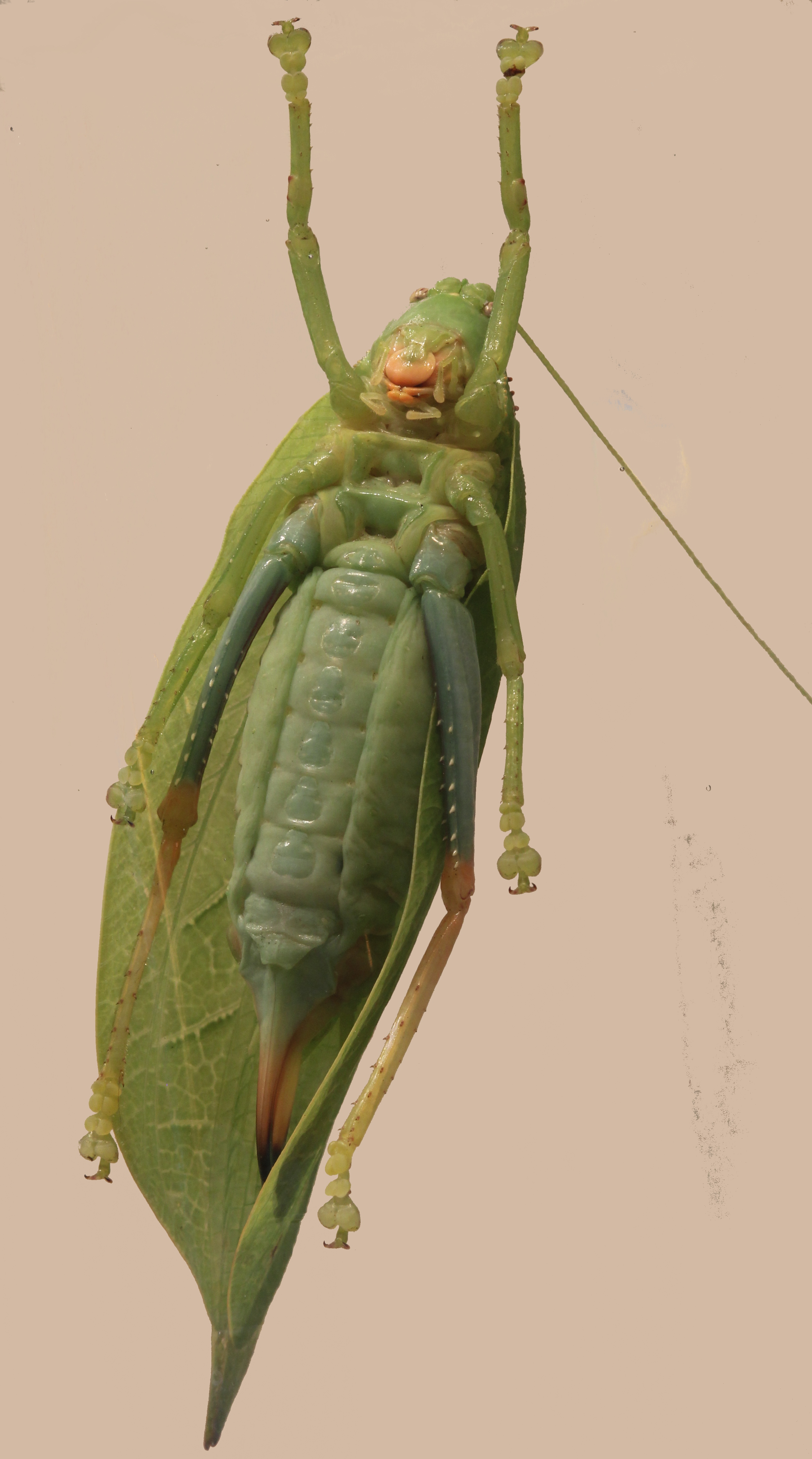
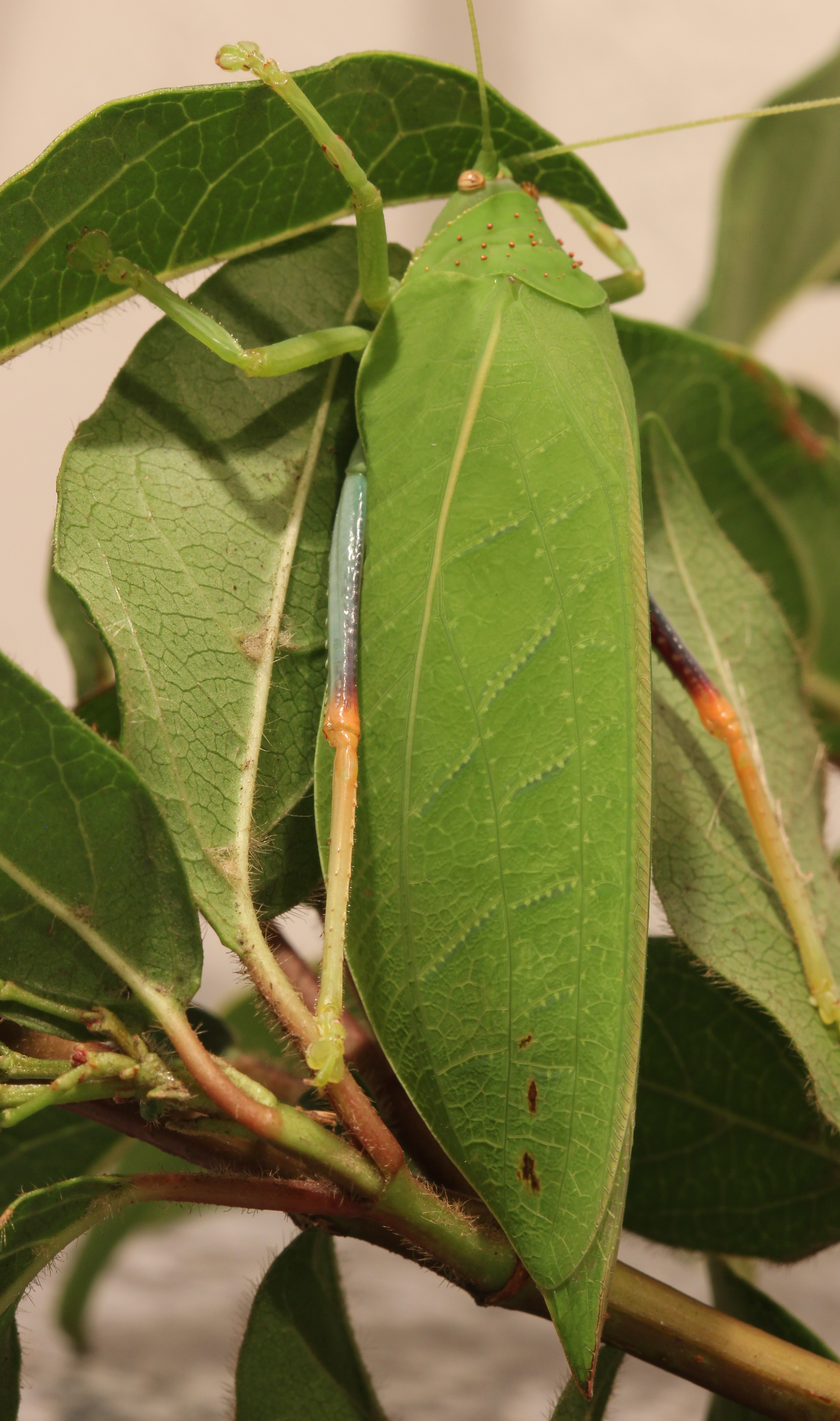
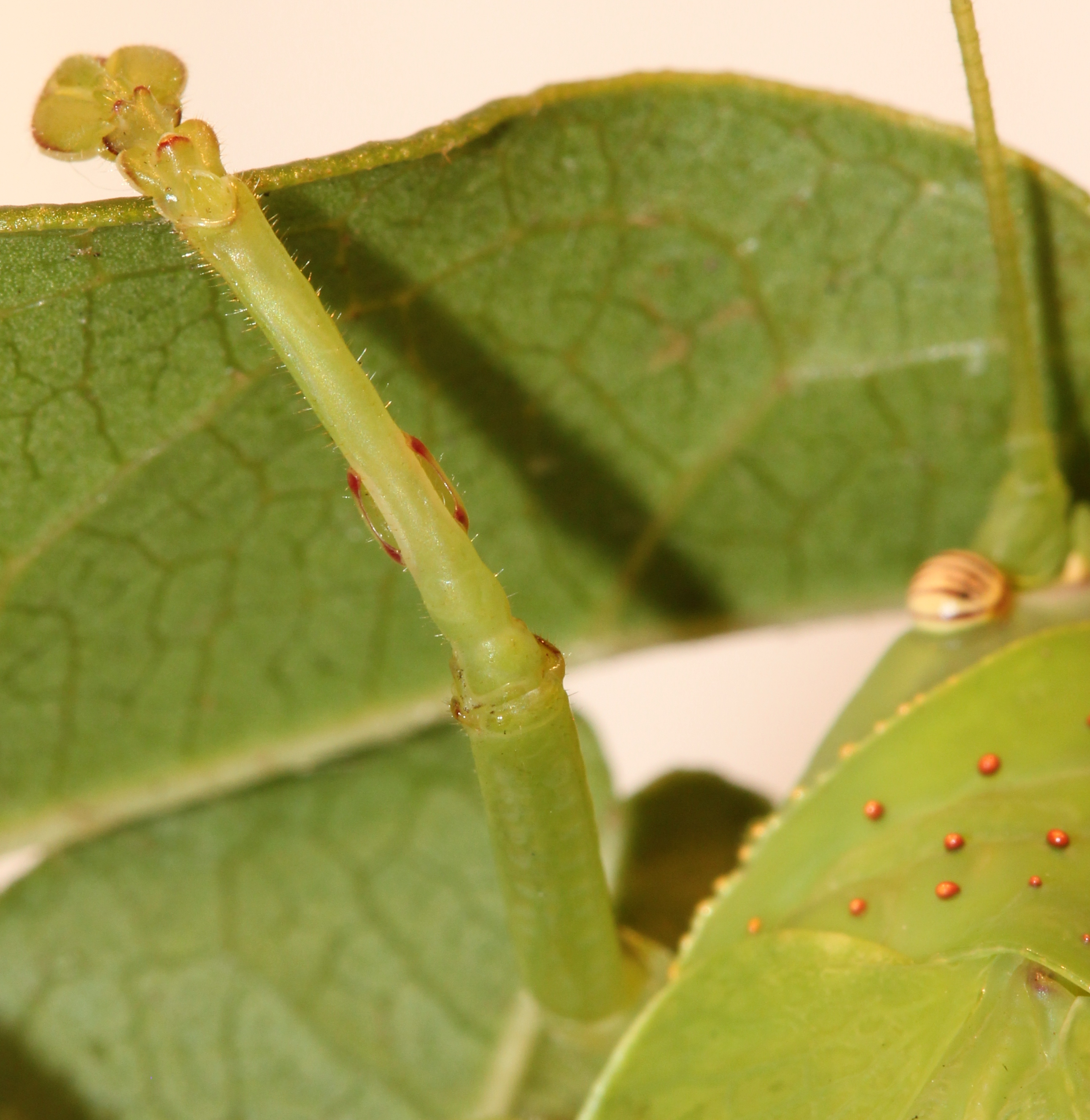
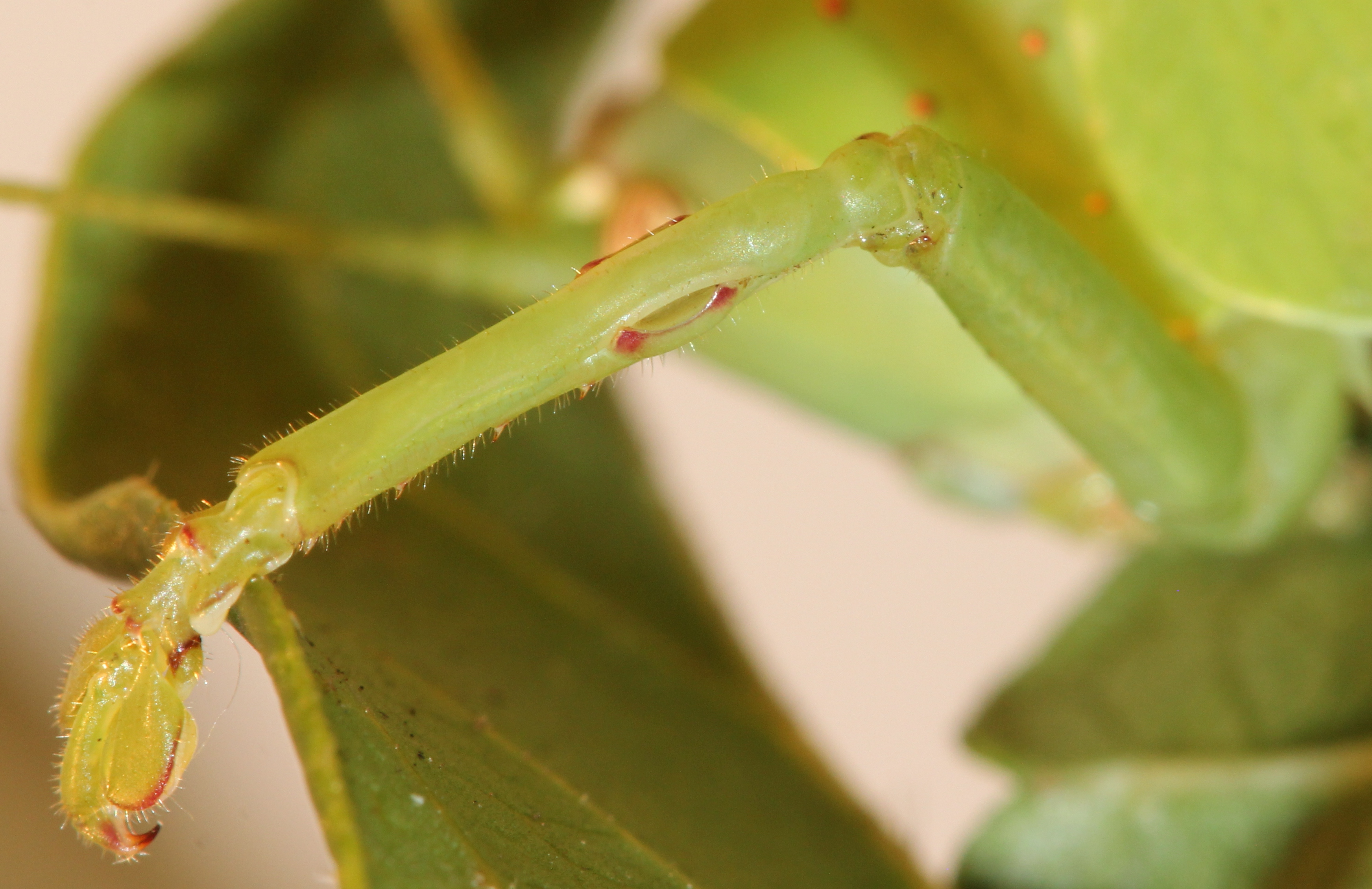
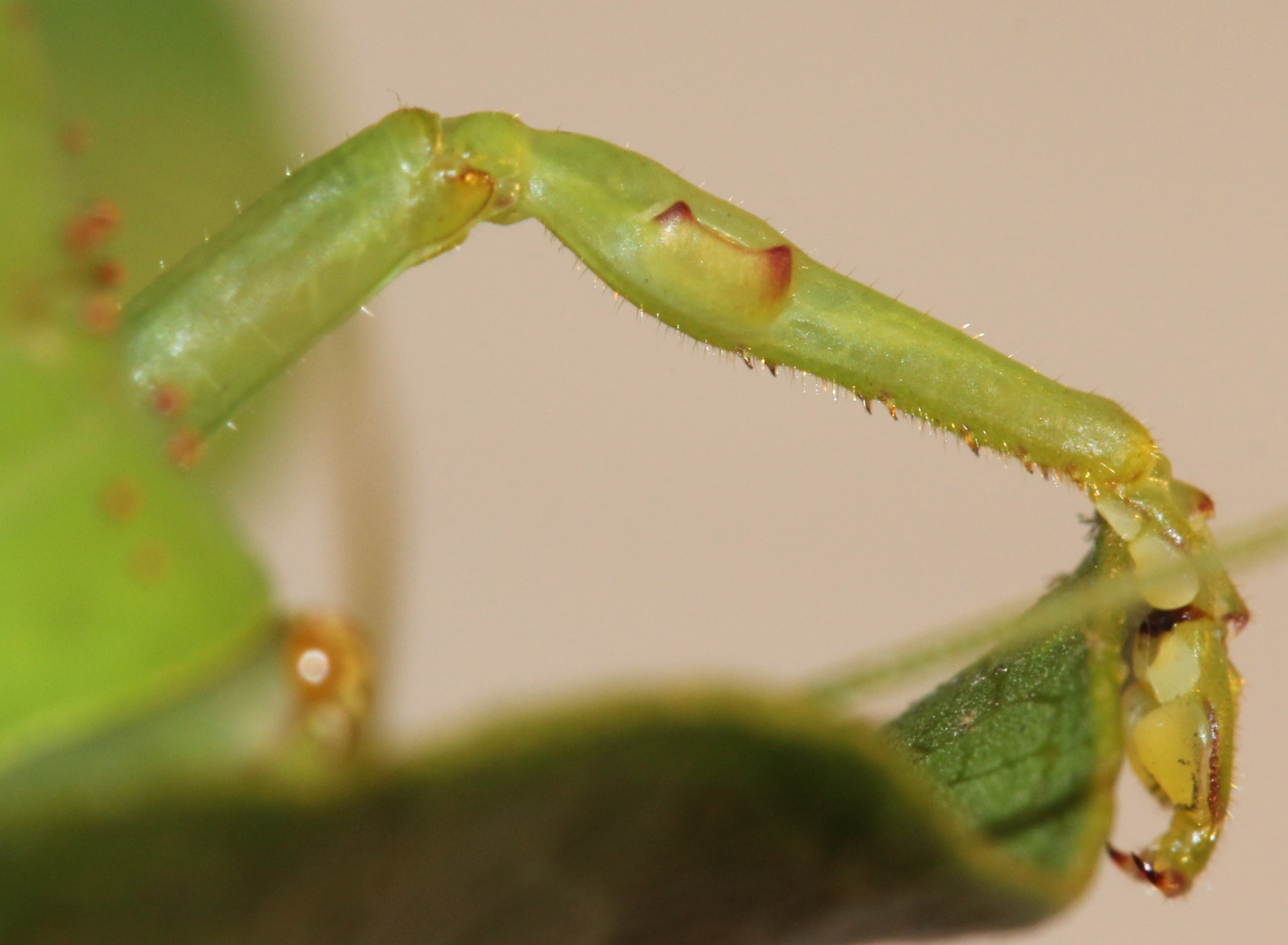
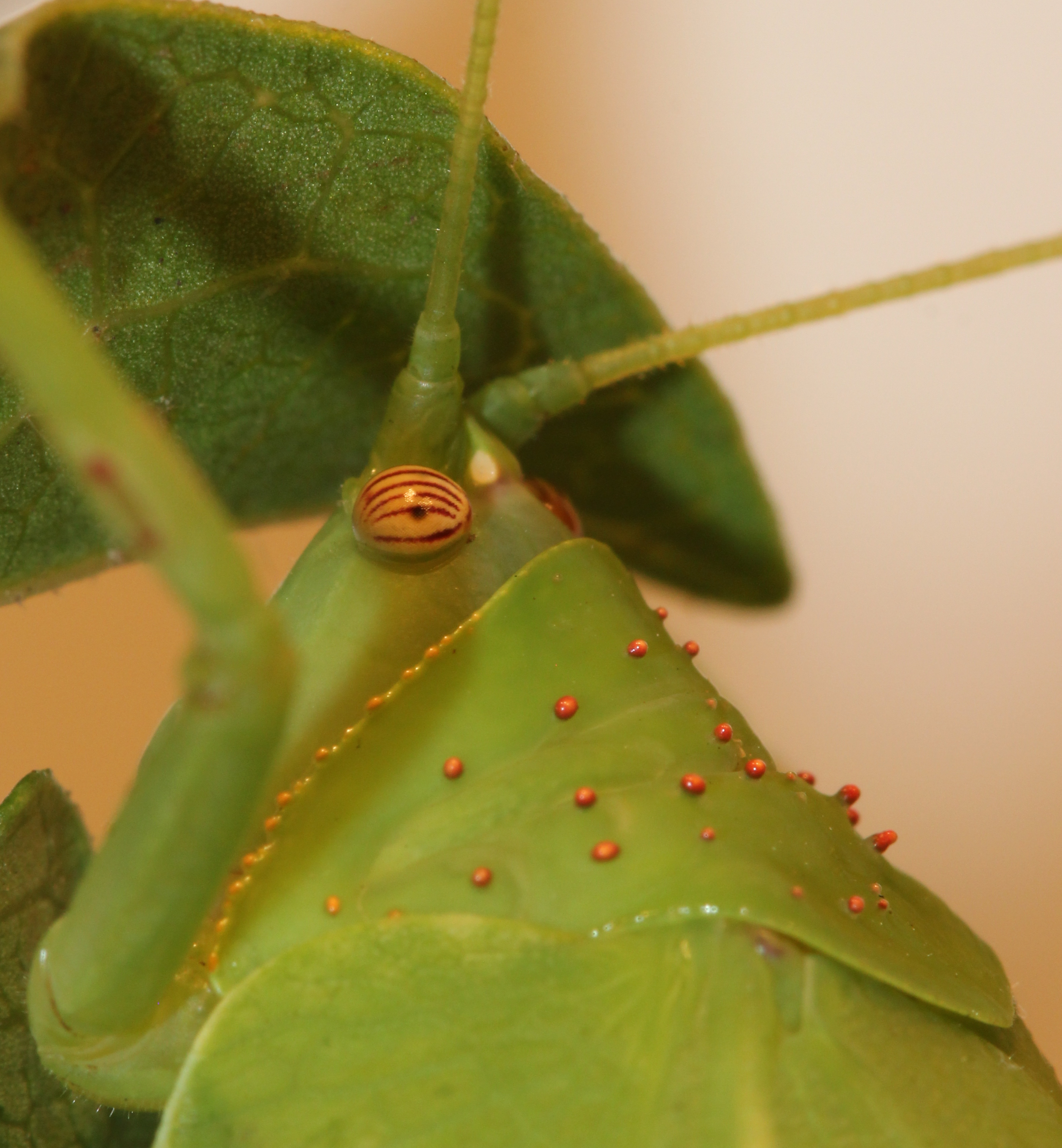